# Он и она
Он и она — рассказ Антона Павловича Чехова. Написан в 1882 году, впервые опубликован в 1884 году в журнале «Мирской толк», 1882, № 26 от 23 июля с подписью А. Чехонте.

## Публикации
Рассказ А. П. Чехова «Трагик» написан в 1882 году, впервые опубликован в 1884 году в журнале «Мирской толк», 1882, № 26 от 23 июля с подписью А. Чехонте. В 1884 году вошёл в сборник «Сказки Мельпомены».
При подготовке текста для сборника, Чехов убрал из письма мужа несколько отрицательных суждений о певице. В рассказе о муже автор записал следующее: «как червяк, забравшийся в хорошее яблоко», «пигмея, покрытого лягушачью слизью», «Благодаря этим кривым ногам и особенной странной походке его дразнят в Европе почему-то „коляской“» и ввёл подробности артистического быта.
В рассказе «Он и она» встречаются элементы театрального фельетона и очерка. Упоминания о репортёрах, рецензентах, театральных обедах и приёмах показывают интерес Чехова к театру.

## Сюжет
В рассказе «Он и она» А. П. Чехов описывает пару, путешествующую по Европе. Автор даёт свое описание личности известной певицы и её мужа, описание пары по мнению окружающих, описание мужа и жены, данное ими самими в их письмах. Все описания разнятся.
Окружающие видят певицу на карточках и на сцене красавица, однако, по мнению автора, «красавицей она никогда не была», «она урод». Муж описывает её как мегеру: «Она некрасива. Когда я женился на ней, она была уродом, а теперь и подавно. У неё нет лба; вместо бровей над глазами лежат две едва заметные полоски; вместо глаз у неё две неглубокие щели. В этих щелях ничего не светится: ни ума, ни желаний, ни страсти. Нос — картофелью. Рот мал, красив, зато зубы ужасны. У неё нет груди и талии».
Певица описывает мужа так: «Он некрасив и несимпатичен. Такие, как он, не рождены для того, чтобы иметь право на взаимную любовь. Такие, как он, могут только покупать любовь, даром же она им не дается. Судите сами. Он день и ночь пьян как сапожник. Руки его трясутся, что очень некрасиво. Когда он пьян, он брюзжит и дерется. Он бьет и меня. Когда он трезв, он лежит на чем попало и молчит». Мнение окружающих о мужчине такое: «Ей нужен кассир и человек, который возился бы с антрепренёрами, контрактами, договорами… Она знается с одной только аплодирующей публикой, до кассы же, до прозаической стороны своей деятельности она не снисходит, ей нет до неё дела. Следовательно, он ей нужен, нужен как прихвостень, слуга».
Попутно автор описывает приёмы, на которых бывает пара, поведение присутствующих на них людей.